# Глинський Володимир Євгенович
Гли́нський Володи́мир Євгéнович (нар. 30 липня 1874, Чернігів — ?) — полковник Армії УНР.

## Життєпис
Глинський Володимир Євгенович народився у Чернігові 30 липня 1874 року. Він був нащадком дворян Радомського воєводства. Закінчив 4-класну Люблінську чоловічу гімназію.

### Служба у Російській армії
Володимир Глинський вступив на службу 10 серпня 1893 однорічником 2-го розряду до 69-го піхотного Рязанського полку у місті Люблін. У 1897 році закінчив Одеське піхотне юнкерське училище за 2-м розрядом і став підпрапорщиком 69-го піхотного Рязанського полку. 9 жовтня 1904 року, у зв'язку з втратами російської армії на Далекому Сході, був відряджений у резерв штабу Манджурської армії. З 29 листопада 1904 року служив у 12-му піхотному Сибірському Барнаульському полку. За бойові заслуги одержав звання штабс-капітана 27 вересня 1905 року, а 18 травня 1906 року перевівся до 69-го піхотного Рязанського полку, у складі якого в 1914 вступив у Першу світову війну. Його останнє звання у Російській армії - полковник.

### Служба в армії УНР
Перебував на службі в українській армії з 1918 року. 15 лютого 1919 року виконував обов'язки начальника штабу (протягом кількох днів) 17-ї пішої дієвої дивізії Дієвої армії УНР. Пізніше він був помічником командира 49-го пішого дієвого полку ім. І. Франка. З 16 березня 1919 року був командиром 50-го пішого дієвого Звягельського полку чинної Армії УНР, а 5 квітня 1919 року був тяжко поранений у бою біля річки Тетерів.
Восени 1919 року був мобілізований до Збройних Сил Півдня Росії на Правобережній Україні. На початку 1920 року разом зі своєю частиною відступив із району Одеси до Польщі.
У червні 1920 року з частиною інших українців, що перебували в складі білогвардійських формувань, інтернованих у Польщі, перейшов до Армії УНР. З 2 серпня 1920 року був начальником тилу 1-ї Кулеметної дивізії Армії УНР. Подальша доля невідома.

## Вшанування пам'яті
Іменем Володимира Глинського названо вулицю у Чернігові.